# Wallenhorst
Wallenhorst là một đô thị của huyện Osnabrück, bang Niedersachsen, Đức. Đô thị này có diện tích 47,18 km². Đô thị này nằm ở Wiehengebirge, cự ly khoảng 10 km về phía bắc của Osnabrück.